# Aviel Zargary
Aviel Yosef Zargary (hebr. ‏אביאל זרגרי‎, ur. 11 grudnia 2002 w Jerozolimie) – izraelski piłkarz, występujący na pozycji pomocnika w izraelskim klubie Maccabi Petach Tikwa. Reprezentant Izraela.

## Statystyki

### Klubowe
Na podstawie:
| Klub                 | Sezonów | Liga        | Liga  | Liga   | Puchar krajowy | Puchar krajowy | Kontynentalne | Kontynentalne | Suma  | Suma   |
| Klub                 | Sezonów | Liga        | Mecze | Bramki | Mecze          | Bramki         | Mecze         | Bramki        | Mecze | Bramki |
| -------------------- | ------- | ----------- | ----- | ------ | -------------- | -------------- | ------------- | ------------- | ----- | ------ |
| Beitar Jerozolima    | 4       | Ligat ha’Al | 56    | 0      | 8              | 0              | 0             | 0             | 64    | 0      |
| Maccabi Hajfa        | 1       | Ligat ha’Al | 0     | 0      | 0              | 0              | 0             | 0             | 0     | 0      |
| Maccabi Petach Tikwa | 1       | Ligat ha’Al | 4     | 0      | 0              | 0              | –             | –             | 4     | 0      |
|                      | Łącznie | Łącznie     | 60    | 0      | 8              | 0              | 0             | 0             | 68    | 0      |

### Reprezentacyjne
Na podstawie:
| Występy i gole w reprezentacji | Występy i gole w reprezentacji | Występy i gole w reprezentacji | Występy i gole w reprezentacji | Występy i gole w reprezentacji | Występy i gole w reprezentacji | Występy i gole w reprezentacji | Występy i gole w reprezentacji | Występy i gole w reprezentacji |
| Lp.                            | Data                           | Miasto                         | Przeciwnik                     | Wynik                          | Czas                           | Gole                           | Inne                           | Rozgrywki                      |
| ------------------------------ | ------------------------------ | ------------------------------ | ------------------------------ | ------------------------------ | ------------------------------ | ------------------------------ | ------------------------------ | ------------------------------ |
| 1.                             | 05.06.2021                     | Podgorica                      | Czarnogóra                     | 3:1 (0:0)                      | 90+2'–90+3'                    |                                |                                | mecz towarzyski                |
| 2.                             | 09.06.2021                     | Lizbona                        | Portugalia                     | 0:4 (0:2)                      | 88'–90'                        |                                |                                | mecz towarzyski                |

## Sukcesy
Na podstawie:

### Klubowe
Z Beitarem:
- Puchar Izraela 2022/23